# 2709 Sagan
2709 Sagan eller 1982 FH är en asteroid i huvudbältet som upptäcktes den 21 mars 1982 av den amerikanska astronomen Edward L.G. Bowell vid Anderson Mesa Station. Den är uppkallad efter den amerikanske kosmologen Carl Sagan.
Asteroiden har en diameter på ungefär 6 kilometer och den tillhör asteroidgruppen Flora.